# Heteracris syriaca
Heteracris syriaca är en insektsart som först beskrevs av Brunner von Wattenwyl 1893.  Heteracris syriaca ingår i släktet Heteracris och familjen gräshoppor. Inga underarter finns listade i Catalogue of Life.